# Isabel Derungs
Isabel Derungs, née le 17 juillet 1987 à Suraua, est une snowboardeuse suisse spécialisée dans les épreuves de slopestyle.
Avant de se consacrer au snowboard à partir de 2011, elle jouait au football au niveau national, et a fait partie de l'équipe nationale suisse des moins de 19 ans.

## Palmarès

### Jeux olympiques
| Édition/Discipline | slopestyle |
| JO 2014 à Sotchi   | 8e         |

### Coupe du monde
- Meilleur classement en slopestyle : 7e en 2013.
- 2 podiums.